# Берджесс Мередіт
Олівер Берджесс Мередіт (англ. Oliver Burgess Meredith; 16 листопада 1907, Клівленд, Огайо, США — 9 вересня 1997, Малібу, Каліфорнія, США) — американський актор, режисер, сценарист і продюсер, найбільш відомий за роллю Міккі Голдмілла (тренера Роккі Бальбоа) у фільмі «Роккі» і його продовженнях (частини: II, III і Роккі 5), також грав роль «Пінгвіна» в телесеріалі «Бетмен» (1966 — 68).
Володар двох премій «Сатурн» в категорії «кращий кіноактор другого плану» (в 1979 році за роль Бена Гріна в фільмі «Магія» і в 1982 році за роль Амона в фільмі «Битва титанів»). Двічі номінувався на «Оскар» за кращу чоловічу роль другого плану, в 1976 році за роль Гаррі Грінера у фільмі «День сарани» і в 1977 за роль Міккі Голдмілла у фільмі «Роккі».

## Життєпис
Берджесс Мередіт народився 16 листопада в Клівленді. Закінчив школу і коледж. У 1933 році став учасником акторської трупи. Дебютував на сцені граючи в п'єсі Ромео і Джульєтта, потім зіграв в постановці «Зима на порозі». Через рік за цією п'єсою зняли фільм, в головній ролі знявся Мередіт. В ході війни служив в BBC США, в цей же час знявся в кінофільмі «Історія рядового Джо».
1946 року знявся у фільмі «Щоденник покоївки» разом з Полетт Годдар, яка була в той час його дружиною. Через 2 роки вийшов ще один фільм з Мередітом і Годдар «Наш весільний шлях». У 1949 році розлучається з Полетт Годдар. У 50-их роках потрапив в так званий «антиамериканський список» і кілька років не знімався. Знімався у фільмі Бетмен (1969 рік), «Роккі і Старі буркотуни розбушувалися». Випустив книгу спогадів.
Помер 9 вересня 1997-го на 90 році життя від ускладнень, викликаних меланомою і хворобою Альцгеймера, тіло було піддано кремації.

## Нагороди
Зірка на Голлівудській «Алеї Слави» за адресою: 6904 Голлівудський б-р.

## Фільмографія
- 1939: Захоплення ідіота / Idiot's Delight — Квілларі
- 1946: Щоденник покоївки / The Diary of a Chambermaid — капітан Може
- 1949: Людина на Ейфелевій вежі / The Man on the Eiffel Tower — Джозеф Гертін
- 1957: Джо Метелик / Joe Butterfly — Джо Метелик
- 1963: Кардинал / The Cardinal — панотець Нед Голлі
- 1969: Маккенове золото / Mackenna's Gold — власник крамниці
- 1976: Роккі / Rocky — Міккі Голдмілл
- 1979: Роккі 2 / Rocky II — Міккі Голдмілл
- 1981: Битва титанів / Clash of the Titans — Амон
- 1982: Роккі 3 / Rocky III — Міккі Голдмілл
- 1983: Сутінкова зона / Twilight Zone: The Movie — оповідач
- 1985: Роккі 4 / Rocky IV — Міккі Голдмілл
- 1990: Роккі 5 / Rocky V — Міккі Голдмілл
- 2006: Роккі Бальбоа — Міккі Голдмілл